# Provalija
Provalija är en ort i Montenegro. Den ligger i den centrala delen av landet, 70 km norr om huvudstaden Podgorica. Provalija ligger 1 415 meter över havet och antalet invånare är 115.
Terrängen runt Provalija är kuperad. Runt Provalija är det ganska glesbefolkat, med 48 invånare per kvadratkilometer. Närmaste större samhälle är Žabljak, 10,0 km norr om Provalija. Trakten runt Provalija består till största delen av jordbruksmark.